# Friesenplatz (Wien)
Der Friesenplatz befindet sich im 10. Wiener Gemeindebezirk Favoriten (Katastralgemeinde Inzersdorf-Stadt). Er wurde 1897 nach dem deutschen Pädagogen Friedrich Friesen benannt.

## Lage und Charakteristik
Der Friesenplatz liegt am nördlichen Hang des Wienerberges zwischen Fernkorngasse, Angeligasse, Neilreichgasse und Hardtmuthgasse. Seine Fläche wird von einer Kleingartenanlage eingenommen, die Straßen an seinen Seiten sind mit Ausnahme der Neilreichgasse alle Einbahnstraßen. Deren Verbauung besteht zum Großteil aus Wohnhäusern aus der Zeit nach 1945. 

## Gebäude

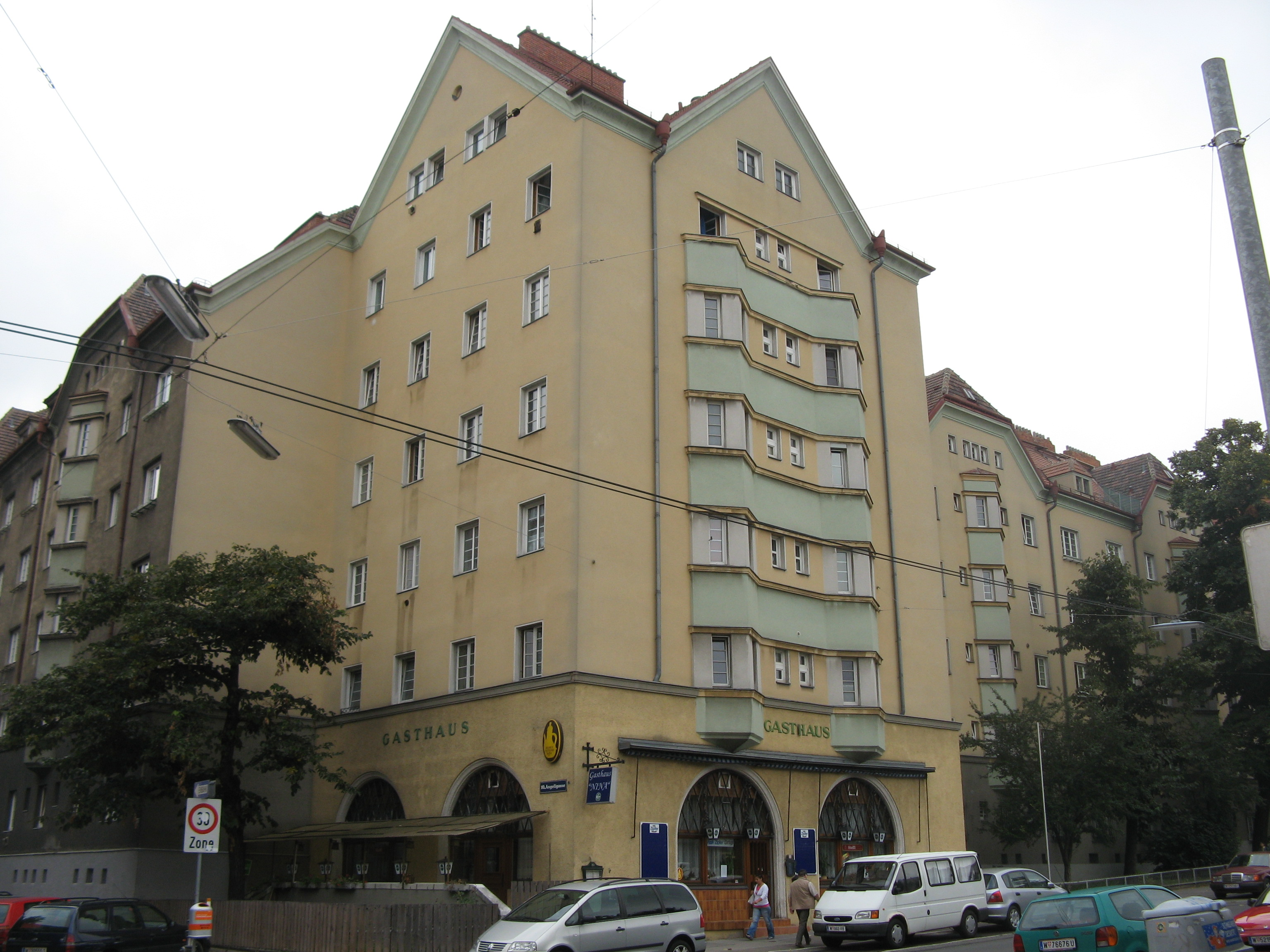
Wohnhausanlage Friesenplatz 1–2

### Nummer 1–2
Die städtische Wohnhausanlage wurde 1925 vom Wiener Stadtbauamt unter deren Architekten Erwin Böck, Max Theuer und Friedrich Zotter errichtet. Ursprünglich bestand sie aus 189, heute aus 181 Wohnungen. Die Fassaden erstrecken sich an Angeligasse, Friesenplatz und Hardtmuthgasse, während im Hof ein freistehender Wohnturm untergebracht ist. Die fünf- bis sechsgeschoßige Anlage mit ihren neun Stiegen ist im romantisch-expressiven Sinn reich gegliedert und weist Spitzerker, Risalite, Giebelfolgen und verschieden hohe Baublöcke auf. Am Friesenplatz ist die Fassade zugunsten eines kleinen Grünstreifens, in dem auch Bäume stehen, von der Baulinie zurückgesetzt. Im Erdgeschoß sind ein Gasthaus, ein Kindergarten und Werkstätten untergebracht.